# Nicholas Anthony DiMarzio
Nicholas Anthony DiMarzio (Newark, 16 giugno 1944) è un vescovo cattolico statunitense, dal 29 settembre 2021 vescovo emerito di Brooklyn.

## Biografia
Nicholas Anthony DiMarzio è nato a Newark, nel New Jersey, da Nicholas DiMarzio Sr. e Grace (nata Grande). Al momento della sua nascita, suo padre stava prestando servizio militare e in seguito ha lavorato come ispettore sanitario per la città di Newark. Tutti e quattro i suoi nonni emigrarono negli Stati Uniti d'America dall'Italia meridionale. È il maggiore di tre figli.

### Formazione e ministero sacerdotale
È cresciuto di fronte alla basilica cattedrale del Sacro Cuore a Newark e ha frequentato il liceo della cattedrale. Nel 1962 si è diplomato alla St. Benedict's Preparatory School.
Ha iniziato gli studi per il sacerdozio presso il seminario filosofico "Immacolata Concezione" di Newark e nel 1966 si è laureato alla Seton Hall University a South Orange. Ha proseguito gli studi nel seminario teologico di Darlington e nel 1970 ha conseguito un Bachelor of Sacred Theology presso l'Università Cattolica d'America a Washington. In seguito ha ottenuto un Master of Social Work presso la Fordham University di New York nel 1980 e il dottorato di ricerca servizio sociale e politica presso la Rutgers University a New Brunswick nel 1985.
DiMarzio è un assistente sociale certificato e parla fluentemente italiano e spagnolo e conosce il francese.
Nel 1969 è stato ordinato diacono e ha prestato servizio nella parrocchia di Nostra Signora del Monte Carmelo a Newark fino al 1970. Il 30 maggio 1970 è stato ordinato presbitero per l'arcidiocesi di Newark da monsignor Thomas Aloysius Boland. In seguito è stato vicario parrocchiale della parrocchia di San Nicola a Jersey City fino al 1976; direttore aggiunto dell'Ufficio arcidiocesano per gli immigrati dal 1976 al 1984; vicario parrocchiale della parrocchia del Santo Rosario a Jersey City dal 1977 al 1979; amministratore parrocchiale e poi parroco della parrocchia di San Bonifacio a Jersey City dal 1979 al 1980; cappellano della Holy Rosary Academy a Union City dal 1980 al 1984; parroco della parrocchia del Santo Rosario a Jersey City dal 1984 al 1985; vicario parrocchiale della parrocchia del Monte Carmelo a Newark dal 1985 al 1988; direttore esecutivo dell'Ufficio per l'assistenza per i rifugiati e gli immigrati della Conferenza dei vescovi cattolici degli Stati Uniti a Washington dal 1986 al 1991; vicario episcopale per i servizi umani dell'arcidiocesi di Newark e vicepresidente del consiglio dei sistemi sanitari della cattedrale arcidiocesana, sovrintendendo ai suoi ospedali, dal 1991 al 1993; direttore dell'Office of Migration of Catholic Community Services dal 1993 al 1996; di nuovo vicario parrocchiale della parrocchia del Monte Carmelo a Newark nel 1996 e parroco della stessa dal 1996 al 1999.
Mentre era direttore esecutivo del Migration and Refugee Services, ha anche creato la Catholic Legal Immigration Network (CLINIC). In seguito è stato suo presidente per sei anni.
Nel 1987 è stato nominato prelato d'onore di Sua Santità.

### Ministero episcopale
Il 10 settembre 1996 papa Giovanni Paolo II lo ha nominato vescovo ausiliare di Newark e titolare di Mauriana. Ha ricevuto l'ordinazione episcopale il 31 ottobre successivo nella basilica cattedrale del Sacro Cuore a Newark dall'arcivescovo metropolita di Newark William Francis Murphy, co-consacranti l'arcivescovo emerito della stessa arcidiocesi Peter Leo Gerety e il vescovo coadiutore di Trenton John Mortimer Fourette Smith.
Il 7 giugno 1999 lo stesso pontefice lo ha nominato vescovo di Camden. Ha presso possesso della diocesi il 22 luglio successivo.
Ha istituito l'ufficio per i ministeri etnici, l'ufficio per il ministero cattolico nero e l'ufficio per il ministero ispanico. Ha avviato un apostolato presso la comunità haitiana e fondato due missioni per assistere le comunità coreane e vietnamite. Nel 2000 ha fondato la Cappella Mater Ecclesiae, la prima missione canonicamente istituita di proprietà di una diocesi e composta esclusivamente da sacerdoti diocesani che celebrano esclusivamente la messa tridentina.
Il 21 ottobre 2000 è stato nominato membro del Pontificio consiglio della pastorale per i migranti e gli itineranti.
Il 1º agosto 2003 è stato nominato vescovo di Brooklyn. Ha presso possesso della diocesi il 3 ottobre successivo con una cerimonia nella basilica cattedrale di Nostra Signora del Perpetuo Soccorso a Brooklyn.
Uno dei primi atti di DiMarzio è stato quello di parlare all'Immigrant Workers Freedom Ride Rally a Flushing Meadows Park. Nel novembre del 2003 ha parlato davanti alla comunità musulmana di Brooklyn durante una celebrazione del Ramadan e ha partecipato al V congresso mondiale del Pontificio consiglio della pastorale per i migranti e gli itineranti a Roma.
È stato invitato a far parte della Global Commission on International Migration, un ente sponsorizzato dal Segretario generale delle Nazioni Unite e da numerosi governi. Ha iniziato i suoi lavori nel dicembre del 2003 e li ha conclusi il 31 dicembre del 2005 dopo aver completato un rapporto intitolato Migration in an interconnected world; New directions for action. DiMarzio era statunitense tra i 19 membri della commissione.
Durante il suo episcopato a Brooklyn ha pubblicato tre lettere pastorali:
- "The New Evangelization in Brooklyn and Queens" nell'ottobre del 2004;[7]
- "The Family: The Hope of the New Evangelization" nell'ottobre del 2005;[8]
- "Do Not Be Afraid - A Pastoral Vision for the New Evangelization" nell'ottobre del 2007.[9]

Dal 2004 al 2007, DiMarzio ha presieduto il comitato per la politica interna della Conferenza dei vescovi cattolici degli Stati Uniti. Durante il suo mandato, nel 2008 il comitato ha pubblicato il documento "Forming Consciences for Faithful Citizenship", un appello alla responsabilità politica dei vescovi cattolici degli Stati Uniti approvato da un numero rilevante di presuli.
In seno alla Conferenza episcopale è stato anche presidente del comitato per le migrazioni e attualmente è membro del consiglio di amministrazione di Catholic Relief Services e presidente del suo comitato finanziario, e membro della task force sui vescovi e i politici.
Monsignor DiMarzio tiene sul quotidiano diocesano The Tablet una rubrica settimanale intitolata "Put Out Into the Deep" se che tratta di vari temi di interesse dei fedeli. Settimanalmente appare anche su Currents News, un programma televisivo quotidiano di notizie trasmesso su New Evangelization Television, in un segmento intitolato "Into the Deep", dove discute di notizie diocesane, locali, nazionali e internazionali.
DiMarzio ha incontrato diverse volte le vittime di abusi sessuali compiuti da chierici. Nel maggio del 2009 ha pubblicato una presentazione dal titolo "From Shadow To Light And From Scandal To Healing: The Experience of the Diocese of Brooklyn with the Sex Abuse Scandal". La presentazione ha spiegato cosa si stava facendo nella diocesi per proteggere i giovani e i giovani adulti dagli abusi. Ha discusso di indagine, segnalazione, responsabilità della Chiesa, della Carta per la protezione dei bambini e dei giovani, responsabilità e riconciliazione, prevenzione, assistenza alle vittime, dell'ufficio per l'ambiente sicuro e dell'effetto degli abusi sui laici e sui giovani nella Chiesa. Ha inoltre istituito una hotline per permettere a chiunque di segnalare un sospetto abuso.
Nell'ottobre del 2019 papa Francesco lo ha incaricato di condurre un'indagine sulla gestione delle denunce di abusi sessuali nella diocesi di Buffalo il cui vescovo, Richard Joseph Malone, era stato accusato di aver gestito male le accuse.
Il 13 novembre 2019, il cinquantaseienne Mark Matzek ha affermato che DiMarzio e un sacerdote defunto, il reverendo Albert Mark, lo avevano ripetutamente molestato mentre era chierichetto alla chiesa di San Nicola e studente alla sua scuola parrocchiale a Jersey City a metà degli anni '70, quando DiMarzio era parroco. "Nei miei quasi 50 anni di ministero come sacerdote, non ho mai avuto comportamenti illeciti o inappropriati e nego con forza questa accusa. Sono fiducioso di ricevere giustizia", ha detto DiMarzio.
Il 4 giugno 2020 Samier Tadros ha affermato che DiMarzio aveva ripetutamente abusato di lui quando aveva 6-7 anni nel 1979-1980 presso la chiesa del Santo Rosario a Jersey City. Tadros ha chiesto 20 000 000 di dollari di risarcimento. DiMarzio ha negato entrambe le accuse e in una dichiarazione all'Associated Press, il suo avvocato ha scritto: "Abbiamo scoperto prove conclusive dell'innocenza del vescovo DiMarzio". Ai sensi del motu proprio Vos Estis Lux Mundi, la Santa Sede ha avviato delle indagini canoniche.
Nell'estate del 2021 la Congregazione per la dottrina della fede ha ritenuto che le accuse contro il vescovo "non avessero la parvenza di verità". Le cause nei tribunali del New Jersey proseguono in modo indipendente. Secondo un rapporto, i risultati delle indagini canoniche "probabilmente significano che [il vescovo] non dovrà affrontare alcuna azione disciplinare da parte dei funzionari della Chiesa, indipendentemente da ciò che accade con due cause civili".
Nell'ottobre del 2004, nel novembre del 2011 e nel novembre del 2019 ha compiuto la visita ad limina.
Il 29 settembre 2021 papa Francesco ha accettato la sua rinuncia al governo pastorale della diocesi per raggiunti limiti di età.

## Opinioni

### Interruzione volontaria di gravidanza
DiMarzio ha espresso la sua contrarietà all'interruzione volontaria della gravidanza in numerose omelie. Ha partecipato alle processioni organizzate dalle Chiese vicino alle cliniche locali che praticano l'aborto.
Nel gennaio 2011 si è unito ad altri leader religiosi di New York per chiedere nuovi sforzi per abbassare il tasso di interruzione volontaria della gravidanza nella città di New York.

### Dichiarazione di Manhattan e pandemia di COVID-19
Nel novembre del 2009, DiMarzio ha firmato il documento "Manhattan Declaration: A Call of Christian Conscience", un manifesto pubblicato dai leader cristiani ortodossi, cattolici ed evangelici per affermare il sostegno alla "santità della vita, al matrimonio tradizionale e alla libertà religiosa". Nel 2020 DiMarzio si è opposto ai limiti di partecipazione alle riunioni delle funzioni religiose durante la pandemia di COVID-19.

### Immigrazione
DiMarzio ha lavorato tra i migranti sin dall'inizio del suo ministero sacerdotale a Jersey City. Quando papa Giovanni Paolo II lo ha nominato vescovo di Brooklyn, DiMarzio lo ha definito un riconoscimento dello status di Brooklyn come "diocesi di immigrati".
DiMarzio ha testimoniato davanti alle commissioni della Camera dei rappresentanti degli Stati Uniti. Quando era direttore dell'ufficio per le migrazioni e i servizi per i rifugiati della Conferenza cattolica degli Stati Uniti chiesto al Congresso di emanare leggi più clementi.

### Vocazioni
Durante il suo episcopato il numero di seminaristi della diocesi di Brooklyn è aumentato costantemente. Le statistiche mostrano che il numero di candidati al sacerdozio è aumentato da 39 nel 2006-2007 ai 61 nel 2010-2011. Ha lavorato con altre diocesi e seminari negli Stati Uniti per ricevere seminaristi da Haiti, Corea del Sud, Vietnam e Polonia.
Ha chiesto che ogni parrocchia della diocesi istituisse un comitato vocazionale parrocchiale (PVC) e, a maggio 2011, c'erano quasi 140 PVC. Aveva l'abitudine di tenere una celebrazione annuale per i giubilei dei sacerdoti e religiosi e di incontrare ogni semestre i seminaristi.
Nell'aprile del 2008 ha fondato la Casa del Discernimento "Giovanni Paolo II" che funge sia da residenza per seminaristi sia da luogo per eventi di discernimento, compresi i ritiri. Ha promosso le attività del Cathedral Preparatory Seminary, della Cathedral Seminary House of Formation e dell'ufficio per le vocazioni.

## Genealogia episcopale e successione apostolica
La genealogia episcopale è:
- Cardinale Scipione Rebiba
- Cardinale Giulio Antonio Santori
- Cardinale Girolamo Bernerio, O.P.
- Arcivescovo Galeazzo Sanvitale
- Cardinale Ludovico Ludovisi
- Cardinale Luigi Caetani
- Cardinale Ulderico Carpegna
- Cardinale Paluzzo Paluzzi Altieri degli Albertoni
- Papa Benedetto XIII
- Papa Benedetto XIV
- Papa Clemente XIII
- Cardinale Marcantonio Colonna
- Cardinale Giacinto Sigismondo Gerdil, B.
- Cardinale Giulio Maria della Somaglia
- Cardinale Carlo Odescalchi, S.I.
- Cardinale Costantino Patrizi Naro
- Cardinale Lucido Maria Parocchi
- Papa Pio X
- Papa Benedetto XV
- Papa Pio XII
- Cardinale Francis Joseph Spellman
- Cardinale Terence James Cooke
- Sig. Theodore Edgar McCarrick  (Dimesso da Cardinale nel 2018, Laicizzato nel 2019)
- Vescovo Nicholas Anthony DiMarzio

La successione apostolica:
- Vescovo Pierre Marie Guy Sansaricq (2006)
- Vescovo Octavio Cisneros (2006)
- Vescovo Frank Joseph Caggiano (2006)
- Vescovo Paul Robert Sanchez (2012)
- Vescovo Raymond Francis Chappetto (2012)
- Vescovo James Massa (2015)
- Vescovo Witold Mroziewski (2015)